# Eutrichosiphum menglunense
Eutrichosiphum menglunense är en insektsart. Eutrichosiphum menglunense ingår i släktet Eutrichosiphum och familjen långrörsbladlöss. Inga underarter finns listade i Catalogue of Life.